# Die, jerk
Die, jerk es el 73er episodio de la serie de televisión norteamericana Gilmore Girls.

## Resumen del episodio
Richard y Emily tienen diferentes comentarios sobre lo sucedido en la fiesta de Atlantic City; él lo considera todo bien hecho, en cambio Emily tiene solamente críticas. Rory es sorprendida cuando Doyle, el editor del diario de Yale, le rechaza todos sus artículos por ser muy aburridos. Lorelai va con ella a ver el ballet de la universidad, y Rory hace una crítica muy fuerte sobre la bailarina, algo que a Doyle le gusta. Sin embargo, Rory se lleva la peor parte cuando Sandra, la bailarina del ballet, la encuentra en el comedor y se molesta mucho por el artículo donde la había criticado. Michel y Lorelai visitan a Sookie y a su bebé, pero no cuentan con Bruce, la comadrona, quien sigue en su casa para ayudar a Sookie con el cuidado del bebé; Lorelai encuentra a Nicole almorzando en Luke's, y después él admite que han congelado el divorcio y están volviendo a salir y ella intenta justificarse de alguna manera de lo hecho por él. El viernes siguiente en casa de los Gilmore, Emily espera a que Richard termine de trabajar con Jason, pero este consigue manipularla y así poder quedarse a cenar con los Gilmore, y también para conseguir una cita con Lorelai. Y Lane se estremece cuando su madre le da un "jarrón de compromiso" para que se lo envíe a su novio Dave en California.

## Curiosidades
- Cuando Rory está hablando con Lane por teléfono y se sienta en una banco, hay otra persona ya sentada ahí que desaparece en la siguiente escena.

- Datos: Q5805788